# Johann Ludwig Anthes
Johann Ludwig Anthes (* 6. August 1790 in Frankfurt am Main; † 7. Dezember 1849) war ein Politiker der Freien Stadt Frankfurt.
Johann Ludwig Anthes war Schneidermeister in Frankfurt am Main. Von 1834 bis 1849 war er als Ratsverwandter Mitglied im Senat der Freien Stadt Frankfurt.
Er gehörte dem Gesetzgebenden Körper 1817, 1821 und 1830 und der Ständigen Bürgerrepräsentation von 1815 bis 1822 an.